# David Soria
David Soria Solís (ur. 4 kwietnia 1993 w Madrycie) – hiszpański piłkarz grający na pozycji bramkarza w Getafe CF.

## Kariera
Urodzony w Madrycie (Hiszpania), Soria rozpoczynał karierę w rezerwach Realu Madryt. W styczniu 2013 roku dołączył do zespołu Sevilli C. W swoim pierwszym sezonie zagrał łącznie w 16 meczach rozgrywek ligowych Segunda División B. W dniu 14 września 2014 roku po raz pierwszy zasiadł na ławce rezerwowych dorosłej drużyny w ligowym meczu z Getafe. 16 kwietnia po raz pierwszy zasiadł na ławce rezerwowych w rozgrywkach Ligi Europy. 2 grudnia 2015 roku zadebiutował w dorosłej drużynie w meczu Copa del Rey z UD Logroñés. W dniu 18 lutego 2016 roku zagrał w spotkaniu Ligi Europy z Molde FK, zachowując czyste konto. 5 kwietnia podpisał nowy kontrakt, obowiązujący do 2019 roku. Soria został bramkarzem numer jeden w rozgrywkach pucharowych. 18 maja wystąpił w finałowym meczu Ligi Europejskiej z Liverpoolem, wygranym przez drużynę z Andaluzji 3-1. Soria znalazł się w najlepszej drużynie tych rozgrywek, wspólnie z bramkarzem Manchesteru United – Davidem de Geą.

## Sukcesy

### Klubowe
Sevilla
- Liga Europy UEFA: 2015/16

### Indywidualne
- Drużyna Ligi Europejskiej (1x): 2015/16[6]